# Coupe de la Reine de basket-ball
La Coupe de la Reine est une compétition de basket-ball  féminin en Espagne disputée annuellement.

## Palmarès
| année      | Vainqueur                      | Finaliste                      | Lieu                         |
| ---------- | ------------------------------ | ------------------------------ | ---------------------------- |
| 1943       | R.C.D. Espanyol                | Real Madrid                    | Palma de Majorque            |
| 1944       | Sel. Fem. Centro               | R.C.D. Espanyol                | Vigo                         |
| 1945       | Sel. Fem. Centro               | Secc. Fem. Buenavista          | Madrid                       |
| 1946- 1949 | non disputée                   | non disputée                   | non disputée                 |
| 1950       | Sel. Fem. Madrid               | S. Fem. Guadalajara            | Gijón                        |
| 1951       | Sel. Fem. Madrid               | García Vives                   | Madrid                       |
| 1952       | Sel. Fem. Madrid               | Hispano Francés                | Barcelone                    |
| 1953       | Sel. Fem. Madrid               | Sec. Fem. Barcelona            | Madrid                       |
| 1954-1959  | non disputée                   | non disputée                   | non disputée                 |
| 1960       | Cottet Barcelona               | Picadero Damm                  | Saragosse                    |
| 1961       | Medina Coruña                  | CREFF Madrid                   | Saint-Sébastien              |
| 1962       | CREFF Madrid                   | Indo Barcelona                 | Salamanque                   |
| 1963       | CREFF Madrid                   | Indo Barcelona                 | Barcelone                    |
| 1961-1971  | non disputée                   | non disputée                   | non disputée                 |
| 1972       | CREFF Madrid                   | Picadero Damm                  | Tenerife                     |
| 1973       | Filomatic Picadero             | Ignis Mataró                   | Alcoy                        |
| 1974       | CREFF Madrid                   | Ignis Mataró                   | Ávila                        |
| 1975       | Piceff Barcelona               | CREFF Madrid                   | Grenade                      |
| 1976-1977  | non disputée                   | non disputée                   | non disputée                 |
| 1978       | Picadero Jockey Club           | Celta de Vigo                  | León                         |
| 1979       | Intima Barcelona               | Celta de Vigo                  | Badalone                     |
| 1980       | Intima Barcelona               | Celta de Vigo                  | Alcalá de Henares            |
| 1981       | Celta Citroën                  | Comansi Barcelona              | Vigo                         |
| 1982       | Celta Citroën                  | Complutense                    | El Ferrol                    |
| 1983       | Comansi Barcelona              | Celta Citroën                  | Guadalajara                  |
| 1984       | Celta Citroën                  | Real Canoe                     | Saint-Jacques-de-Compostelle |
| 1985       | Comansi Barcelona              | Coronas Light                  | Séville                      |
| 1986       | Sabor d´Abans                  | Real Canoe                     | Tortosa                      |
| 1987       | Sabor d´Abans                  | Arjeriz Xuncas                 | Tenerife                     |
| 1988       | Raventós Catasú                | Arjeriz Xuncas                 | Lugo                         |
| 1989       | Caixa Tarragona                | Inlusa Xuncas                  | Tenerife                     |
| 1990       | Zaragozano                     | Microbank Masnou               | Jerez de la Frontera         |
| 1991       | CB Godella                     | Real Canoe                     | Vigo                         |
| 1992       | CB Godella                     | Zaragozano                     | Gandia                       |
| 1993       | Bex Banco Exterior             | CB Godella                     | Granada                      |
| 1994       | CB Godella                     | Bex Argentaria                 | Pampelune                    |
| 1995       | Godella Costa Naranja          | Sandra Gran Canaria            | Valence                      |
| 1996       | Real Canoe                     | Godella Costa Naranja          | Huesca                       |
| 1997       | Pool Getafe                    | Banco Simeón Vigo              | Valladolid                   |
| 1998       | Pool Getafe                    | Sandra Gran Canaria            | Lugo                         |
| 1999       | Sandra Gran Canaria            | Ensino Universidade            | Linares                      |
| 2000       | Sandra Gran Canaria            | CB Ciudad de Burgos            | Godella                      |
| 2001       | Banco Simeón Vigo              | Perfumerias Avenida Salamanque | Las Palmas                   |
| 2002       | Ros Casares Valence            | Yaya María Breogán             | Salamanca                    |
| 2003       | Ros Casares Valence            | UB-FC Barcelone                | Saragosse                    |
| 2004       | Ros Casares Valence            | Perfumerias Avenida Salamanque | Palma de Majorque            |
| 2005       | Perfumerias Avenida Salamanque | Mann Filter Zaragoza           | Valencia                     |
| 2006       | Perfumerias Avenida Salamanque | Ros Casares Valence            | León                         |
| 2007       | Ros Casares Valence            | Perfumerias Avenida Salamanque | Jerez de la Frontera         |
| 2008       | Ros Casares Valence            | Club Baloncesto San José       | Séville                      |
| 2009       | Ros Casares Valence            | EBE Ibiza-PDV                  | Salamanque                   |
| 2010       | Ros Casares Valence            | Perfumerias Avenida Salamanque | Saragosse                    |
| 2011       | Rivas Ecópolis                 | Ros Casares Valence            | Valencia                     |
| 2012       | Perfumerias Avenida Salamanque | Ros Casares Valence            | Arganda del Rey              |
| 2013       | Rivas Ecópolis                 | Perfumerias Avenida Salamanque | Zamora                       |
| 2014       | Perfumerias Avenida Salamanque | Rivas Ecópolis                 | Torrejón de Ardoz            |
| 2015       | Perfumerias Avenida Salamanque | CB Conquero                    | Torrejón de Ardoz            |
| 2016       | CB Conquero                    | Perfumerias Avenida Salamanque | Saint-Sébastien              |
| 2017       | Perfumerias Avenida Salamanque | Uni Gérone CB                  | Gérone                       |
| 2018       | Perfumerias Avenida Salamanque | Uni Gérone CB                  | Saragosse                    |

Uni Girona CB